# Harve Bennett

Harve Bennett (Februar 2009)

Harve Bennett (* 17. August 1930 in Chicago, Illinois; † 25. Februar 2015 in Medford, Oregon) war ein US-amerikanischer Filmproduzent und Drehbuchautor.

## Leben und Wirken
Vor seiner Karriere im Filmgeschäft studierte Bennett an der University of California.
Sein Debüt als Produzent sowie Drehbuchautor gab er 1949 mit der Radioserie The Quiz Kids. Danach wirkte er als Kolumnist und freier Fernsehautor. Sein Debüt als Produzent und Drehbuchautor für das Fernsehen gab er 1968 mit der Fernsehserie The Mod Squad. Bis in die 1980er Jahre hinein war er ausschließlich für das Fernsehen tätig. So war er etwa Ausführender Produzent für einige Episoden der Fernsehserie Der Sechs-Millionen-Dollar-Mann. Für den 1982 gedrehten Fernsehfilm A Woman Called Golda, eine Filmbiografie mit Ingrid Bergman und Leonard Nimoy in den Hauptrollen, wurde Bennett 1983 mit einem Emmy ausgezeichnet.
Mit seinem Mitwirken an dem Drehbuch und der Produktion zum Science-Fiction-Film Star Trek II: Der Zorn des Khan gab er 1982 sein Kinodebüt. In diesen Funktionen war er bis einschließlich Star Trek V: Am Rande des Universums maßgeblich an den Kinoproduktionen des populären Star-Trek-Franchise beteiligt. In Star Trek V hatte er auch einen Cameo-Auftritt als Admiral der Sternenflotte.
Danach wandte er sich wieder dem Fernsehen zu. 1992 verfasste er das Drehbuch zum Katastrophenfilm Katastrophenflug 232 und er entwickelte die Fernsehserie Time Trax – Zurück in die Zukunft, für die er auch einige Drehbücher verfasste.
Bennett starb am 25. Februar 2015 in Medford, Oregon, im Alter von 84 Jahren.

## Filmografie (Auswahl)
als Produzent
- 1972: Start ins Ungewisse (Family Flight)
- 1973: Eine Million fürs Feuer (Money to Burn)
- 1982: Golda Meir (A Woman Called Golda) (Fernsehfilm)
- 1983: Star Trek III: Auf der Suche nach Mr. Spock (Star Trek III: The Search for Spock)
- 1986: Star Trek IV: Zurück in die Gegenwart (Star Trek IV: The Voyage Home)
- 1989: Star Trek V: Am Rande des Universums (Star Trek V: The Final Frontier)

als Drehbuchautor
- 1983: Star Trek III: Auf der Suche nach Mr. Spock
- 1986: Star Trek IV: Zurück in die Gegenwart
- 1989: Star Trek V: Am Rande des Universums
- 1992: Katastrophenflug 232 (A Thousand Heroes)